# Филип, Юлиус
Юлиус Филип (рум. Julius Filip; 23 апреля 1947, Теремия-Маря) — румынский диссидент, военнослужащий и рабочий, вёл активную антикоммунистическую агитацию против режима Чаушеску. Стал известен приветственным письмом на съезд польской Солидарности. Был арестован Секуритате, отбывал заключение, принуждён к эмиграции. После возвращения награждён орденами Польши и Румынии.

## Старшина-поэт
Родился в семье шахтёра крестьянского происхождения. В период советско-югославского конфликта отец Юлиуса Филипа был репрессирован за дружеские связи в титовской Югославии. Впоследствии Юлиус Филип писал, что его семья «всегда отвергала диктатуру, тиранию, тоталитаризм». Служил в армии СРР в звании, эквивалентном старшине. Принадлежал к младшему командному составу, состоял в правящей компартии РКП. Женат, имеет двоих детей.
Несмотря на членство в РКП, с юности Юлиус Филип был убеждённым антикоммунистом, противником диктатуры Николае Чаушеску. Писал стихи свободолюбивого содержания. Открыто высказывал свои взгляды сослуживцам и подчинённым. В 1977 выражал поддержку и сочувствие шахтёрам-забастовщикам долины Жиу, утверждал, что армия должна встать на сторону рабочих. В 1980 осведомитель Секуритате Ион Илиеску (случайное совпадение с именем и фамилией будущего президента) донёс о «негативных комментариях в адрес партийного руководства». Филип был предупреждён по партийной линии и перестал допускаться к оружию и военной технике.
26 января 1981, в день 63-летия Чаушеску, Юлиус Филип «распространил через почтовую сеть» стихотворное воззвание Vis şi speranţă — Мечта и надежда с резкой критикой режима. Текст был прочитан Чаушеску и вызвал гнев диктатора. Через несколько дней Секуритате установила авторство. К Филипу был прикреплён персональный осведомитель, проинструктированный «проявлять дружбу и понимание». Уже 15 марта Филип был исключён из РКП и уволен из армии. Приказ об увольнении подписал министр национальной обороны Константин Олтяну.

## Рабочий-диссидент
Юлиус Филип обладал высокой квалификацией в работе со сложной техникой. Ему предложили место бригадира на машиностроительном заводе при условии сотрудничества с Секуритате, но Филип с негодованием отказался. Жил в Клуж-Напоке, работал уборщиком в многоквартирном доме, затем подсобником на локомотиворемонтном заводе. Обратился в посольство США с просьбой о предоставлении убежища. Написал письмо лидеру польской Солидарности Леху Валенсе с выражением поддержки и просьбой принять в члены «Солидарности».
В октябре 1981 на I съезде «Солидарности» в Гданьске зачитывалось послание Юлиуса Филипа:

Желаем успехов Первому съезду свободных польских профсоюзов. Спасибо за Обращение к трудящимся всех социалистических стран. Ваше послание сделало нас счастливыми, укрепило нашу дружбу. Мы ваши сторонники. Спасибо ещё раз.

Юлиус Филип, рабочий, Клуж-Напока, Румыния.

P.S. Наша печать ничего не сообщает о вашем съезде.

Публичное оглашение имени было не вполне обдуманным шагом. Служба безопасности ПНР проинформировала Секуритате.

## Политзаключённый
14 декабря 1981 — по совпадению, сразу после введения военного положения в Польше — Юлиус Филип был арестован. Обвинялся в «антисоциалистической пропаганде» и «сотрудничестве с контрреволюционными силами Польши» (парадоксальным образом главным доводом обвинения послужила статья во французской газете Le Monde). На следствии подвергался избиениям и пыткам, в том числе с использованием психофармакологии. Содержался во внутренней тюрьме Секуритате, в психиатрической тюрьме, в бухарестской тюрьме особого режима Рахова, в том числе в камере смертников.
Юлиус Филип был приговорён к 8 годам заключения и 4 годам поражения в гражданских правах. Содержался в тюрьмах Бухареста, Аюда, Герлы. За время заключения умер от соликоза его отец, которому так и не разрешили встречу с сыном. Свидание с детьми Филип получил только в 1984.
В преддверии Венской конференции СБСЕ Чаушеску объявил амнистию и сокращение сроков заключения. Теоретически эта мера касалась и Юлиуса Филипа. Однако в 1985 комиссия по условно-досрочному освобождению отказала ему в ходатайстве. В 1986, находясь в аюдской тюрьме, он направил в комиссию открытое письмо, обращённое к «брату-румыну». Филип вновь протестовал против политических репрессий, насильственной коллективизации, разрушения румынской природы и национального уклада жизни, выступал в защиту Валенсы и «Солидарности».
Обращение вызвало ярость властей: Филипу не только вторично отказали в УДО, но и ужесточили условия содержания. Комиссия охарактеризовала Филипа как убеждённого противника, «не встающего на путь исправления» и продолжающего «подрывные действия». Возглавлял комиссию прокурор Албы Аугустин Лазэр, членами являлись чины тюремной администрации.

## Программа и эмиграция
Освободился Юлиус Филип 13 апреля 1987. Прежде всего он посетил диссидентку Дойну Корню, подтвердив верность прежним взглядам. Секуритате вновь предложила ему сотрудничество в качестве информатора, Филип вновь отказался. Тогда Секуритате определила Филипу год обязательных работ на медном руднике в Златне. Условия работы были крайне тяжёлыми — выпадали волосы, сильно затруднялось дыхание.
В мае 1988 румынские диссиденты и бывшие политзаключённые, в том числе Юлиус Филип, направили письмо продолжающейся Венской конференции. Авторы изложили свою программу: отстранить от власти семейный клан Чаушеску, освободить всех политзаключённых, отменить цензуру, обеспечить гражданские, политические, культурные и информационные свободы, провести многопартийные выборы, установить межнациональное равноправие, гарантировать права независимых профсоюзов, реформировать трудовые отношения в пользу рабочих, приватизировать госсобственность.
Юлиус Филип вновь был вновь арестован и жестоко избит в клужской штаб-квартире милиции. После этого ему было приказано в течение десяти дней покинуть территорию СРР. Юлиус Филип с женой и детьми эмигрировал в США. Жил в штате Вашингтон, недалеко от Сиэтла.

## Возвращение и награждение
В 1996 Юлиус Филип вернулся в Румынию (на его решение повлияла болезнь матери, нуждавшейся в уходе). Коммунистический режим к тому времени был давно свергнут. Филип получил право восстановиться на военной службе, что он и сделал. Вышел на пенсию в 1999.
В 2016 президент Румынии Клаус Йоханнис утвердил на посту генерального прокурора Аугустина Лазэра. Это вызвало резкие протесты общественности — роль Лазэра в судьбе Юлиуса Филипа, дважды отказавшего ему в освобождении, стала широко известна. При этом отмечалось, что в 1996 президент Эмиль Константинеску отметил наградой полковника Василе Руса — начальника аюдской тюрьмы, по приказу которого Филип подвергался жестокому обращению. Ситуация вызвала политический скандал, отставки Лазэра требовал экс-президент Траян Бэсеску, депутаты румынского парламента. Комментаторы с удивлением констатировали, что президенты Йоханнис и Константинеску позиционированы как последовательные антикоммунисты. Генпрокурор Лазэр отвечал в том плане, что не он принимал тогда решения. Лазэр назвал Филипа человком чести и выразил сожаление, что «его драма используется заинтересованными силами для нападок на прокуратуру».
В 2005 один из основателей польской «Солидарности» Богдан Лис назвал Юлиуса Филипа «нашим ветераном». Фили был приглашён в Польшу и участвовал в торжествах 25-летия основания независимого профсоюза. В 2010 Юлиус Филип встретился в Клуж-Напоке с ветераном КОС — КОР и «Солидарности» Адамом Михником — «который в 1981 олицетворял для него мечту и надежду». В ноябре 2014 президент Польши Бронислав Коморовский наградил Юлиуса Филипа Командорским крестом ордена Заслуг перед Республикой Польша. Вручал орден в Клуж-Напоке посол Польши Марек Щигель.
Румынский орден «За верную службу» президент Йоханнис вручил Юлиусу Филипу 18 апреля 2019. Награда вручена «в знак особой признательности за решимость и мужество в борьбе против коммунистического режима, в защите демократических ценностей».
Юлиус Филип считается представителем «молчаливого диссидентства» — активных противников тоталитарного режима, которые вели свою борьбу в одиночку, без организованной поддержки.